# Wa-imnty
Wa-imnty (arpó de l'oest) fou el nomós VII del Baix Egipte. Aquest nomós estava situat al nord-oest del delta, tenint a l'est el nomós d'Ament, a l'est i al sud-est el de Sap-meh (Sais) (del que el separava la branca del Nil anomenada Rosetta) i al sud el de Sap-res arribant fins a la costa. La seva capital fou Metelis, la moderna Damanhur (derivat de Diman-en-Hor o Tema-en-Hor = Ciutat d'Horus), coneguda també com a Hermòpolis Parva de l'Oest (les ciutats vinculades al deu Thot, identificat amb Hermes, rebien el nom d'Hermòpolis); el seu nom egipci inicialment fou Behdet, o Per Ha-Nereb i més tard Tema-en-Hor; en copte fou Tuininhor. El nomós apareix esmentat també com Nofer-amenti o Nefer Ament
Metelis era centre del culte de Hu que era el deu principal del nomós. Algunes fonts situen en aquest nomós la ciutat de Naucratis, una colònia jònica i centre comercial destacat. En posició central estava l'antiga ciutat de Buto de l'oest.
A la llista de Seti I s'esmenten Khebt (que probablement és un santuari del nomo VIII) i Khas (identificada amb Metelis). El nomós s'esmenta com Nefer-ament (equivalent a la grega Menelaos) al papir d'Abidos. Estrabó assenyala la ciutat de Menelaos; Plini les de Menelaus, Metelis i Ptenethu; i Claudi Ptolemeu les de Menelaus, Metelis i Buto.